# Ava Addams
Ava Addams (16 de setembre de 1979, Gibraltar) és una actriu pornogràfica francesa. Addams va néixer a Gibraltar, filla de pares francesos, i va créixer a Houston, Texas. Té ascendència francesa i italiana. Parla de forma fluïda francès, anglès i espanyol. Es va iniciar en la indústria del cinema per a adults en 2008, jugant escenes noia / noia i solament quan va conèixer a Renna Ryann, una actriu pornogràfica que va ajudar-la a trobar treball en l'empresa Reality Kings. Està representada per l'agència LA Direct Models. Ha gravat fins avui més de 250 pel·lícules. Addams va ser una de les set actrius pornogràfiques esmentades en les lletres per a la cançó "Youporn.com Anthem" de Brian McKnight. El 2011, la revista Complex la va situar en el lloc noranta-quatre de la seva llista "The Top 100 Hottest Porn Stars (Right Now)".